# Als de morgen is gekomen
Als de morgen is gekomen is een single en hit van de Volendamse zanger Jan Smit. Het was de eerste single afkomstig van het album Op weg naar geluk. 
De single werd uitgebracht rond het begin van de tweede serie Gewoon Jan Smit, een reallifeserie.
In het nummer bezingt Jan hoe hij 's morgens opstaat met een kater na een lange avond. Hij denkt terug aan die avond en realiseert zich dat het allemaal voorbij is.

## Hitnoteringen
Het was de tweede single van Smit die de nummer-1-positie in de Nederlandse Top 40 bereikte. De vorige, Ik zing dit lied voor jou alleen, stond negen jaar eerder aan de top van de Nederlandse hitlijsten. Dit was Jans eerste nummer-1-hit nadat zijn muziekstijl en artiestennaam van Jantje naar Jan veranderd waren. In Vlaanderen stond de single alleen twee weken in de ultratip. Hierin behaalde de single een nummer 16-positie.
In de Top 2000 van Radio 2 kwam Als de morgen is gekomen in 2006 op nummer 1855 binnen. Het jaar erop was het de grootste stijger van dat jaar. Het nummer steeg 1724 plaatsen naar nummer 131.

## Tracklisting single
1. Als de morgen is gekomen
2. Wanneer de avond dan voorbij gaat
3. videoclip "Als De Morgen Is gekomen"
4. Memory game met foto’s van Jan

## Hitnotering
| "Als de morgen is gekomen" in de Nederlandse Top 40 - binnen: 2 september 2006 | "Als de morgen is gekomen" in de Nederlandse Top 40 - binnen: 2 september 2006 | "Als de morgen is gekomen" in de Nederlandse Top 40 - binnen: 2 september 2006 | "Als de morgen is gekomen" in de Nederlandse Top 40 - binnen: 2 september 2006 | "Als de morgen is gekomen" in de Nederlandse Top 40 - binnen: 2 september 2006 | "Als de morgen is gekomen" in de Nederlandse Top 40 - binnen: 2 september 2006 | "Als de morgen is gekomen" in de Nederlandse Top 40 - binnen: 2 september 2006 | "Als de morgen is gekomen" in de Nederlandse Top 40 - binnen: 2 september 2006 | "Als de morgen is gekomen" in de Nederlandse Top 40 - binnen: 2 september 2006 | "Als de morgen is gekomen" in de Nederlandse Top 40 - binnen: 2 september 2006 | "Als de morgen is gekomen" in de Nederlandse Top 40 - binnen: 2 september 2006 | "Als de morgen is gekomen" in de Nederlandse Top 40 - binnen: 2 september 2006 | "Als de morgen is gekomen" in de Nederlandse Top 40 - binnen: 2 september 2006 | "Als de morgen is gekomen" in de Nederlandse Top 40 - binnen: 2 september 2006 | "Als de morgen is gekomen" in de Nederlandse Top 40 - binnen: 2 september 2006 | "Als de morgen is gekomen" in de Nederlandse Top 40 - binnen: 2 september 2006 | "Als de morgen is gekomen" in de Nederlandse Top 40 - binnen: 2 september 2006 | "Als de morgen is gekomen" in de Nederlandse Top 40 - binnen: 2 september 2006 |
| Week                                                                           | 1                                                                              | 2                                                                              | 3                                                                              | 4                                                                              | 5                                                                              | 6                                                                              | 7                                                                              | 8                                                                              | 9                                                                              | 10                                                                             | 11                                                                             | 12                                                                             | 13                                                                             | 14                                                                             | 15                                                                             | 16                                                                             |                                                                                |
| ------------------------------------------------------------------------------ | ------------------------------------------------------------------------------ | ------------------------------------------------------------------------------ | ------------------------------------------------------------------------------ | ------------------------------------------------------------------------------ | ------------------------------------------------------------------------------ | ------------------------------------------------------------------------------ | ------------------------------------------------------------------------------ | ------------------------------------------------------------------------------ | ------------------------------------------------------------------------------ | ------------------------------------------------------------------------------ | ------------------------------------------------------------------------------ | ------------------------------------------------------------------------------ | ------------------------------------------------------------------------------ | ------------------------------------------------------------------------------ | ------------------------------------------------------------------------------ | ------------------------------------------------------------------------------ | ------------------------------------------------------------------------------ |
| Nummer                                                                         | 15                                                                             | 1                                                                              | 1                                                                              | 1                                                                              | 1                                                                              | 1                                                                              | 3                                                                              | 4                                                                              | 4                                                                              | 5                                                                              | 5                                                                              | 10                                                                             | 11                                                                             | 15                                                                             | 16                                                                             | 21                                                                             | uit                                                                            |

### NPO Radio 2 Top 2000
| Nummer met noteringen in de NPO Radio 2 Top 2000 | '06  | '07 | '08 | '09 | '10 | '11 | '12 | '13  | '14  | '15  | '16  | '17-'18 | '19  | '20  |
| ------------------------------------------------ | ---- | --- | --- | --- | --- | --- | --- | ---- | ---- | ---- | ---- | ------- | ---- | ---- |
| Als de morgen is gekomen                         | 1855 | 131 | 725 | 316 | 526 | 632 | 985 | 1155 | 1328 | 1752 | 1979 | -       | 1836 | 1872 |

1. ↑  Een '-' betekent dat het nummer niet was genoteerd en een vetgedrukt getal geeft de hoogste notering aan.
2. ↑  2006 was het eerste jaar met een notering voor dit nummer.
3. ↑  Deze tabel is bijgewerkt tot en met de laatste editie (2024).